# Turngemeinde Münster
Die Turngemeinde Münster von 1862, kurz TG Münster, ist der älteste Sportverein in Münster. In den 1970er Jahren war der Verein der mitgliederstärkste Turnverein im Deutschen Turner-Bund. Derzeit ist die Turngemeinde einer der größten Sportvereine der Stadt Münster und ein Mehrspartenverein mit knapp 2500 Mitgliedern und 30 Sportarten, die in 17 Sparten gegliedert sind. Die Turngemeinde Münster war von 2003 bis 2009 Trägerverein des Landesleistungsstützpunkts für Trampolinturnen sowie seit 2006 des NRW-Talentprojekts in derselben Sportart.

## Geschichte
Der Verein wurde am 29. Juli 1862 in einer konstituierenden Sitzung als „Turnverein zu Münster“ (später Turnverein Münster von 1862) gegründet. Justizrat J. Fr. Leesemann wurde zum Vorsitzenden und Sprecher des Turnrats gewählt. Die deutsche Turnbewegung breitete sich im Nachgang des Turn- und Jugendfestes in Coburg stark aus. Der Turnverein Münster war einer von über 1.000 Turnvereinen, die zwischen 1860 und 1862 in Deutschland gegründet wurden.
Im November 1862 wurde mit Turnlehrer Haupt aus Bielefeld der erste Vereinsturnlehrer angestellt. Im Februar 1864 trat der Verein dem Turnverband Rheinland-Westfalen bei und wurde damit Mitglied der Deutschen Turnerschaft. Am 10. Juli 1865 überließ die Stadt Münster dem Verein das Gelände am Breul, das bis zum Jahr 2003 Sitz der Turngemeinde bleiben sollte. Auf dem Gelände entstand die Vereinsturnhalle, die am 8. Februar 1867 in Betrieb genommen werden konnte. Die Baukosten wurden von den Verantwortlichen unterschätzt, so dass die Vereinsmitglieder zunächst ohne „ein richtiges Dach“ auskommen mussten.
Am 18. Januar 1871 entstand aus Ideen, eine Turnerfeuerwehr zu gründen, die Freiwillige Feuerwehr Münster. Im Jahr 1875 gründete sich die Altersriege des Vereins.
Mit Beginn des Deutsch-Französischen Krieges 1870/71 musste der Verein mit Problemen kämpfen. Alleine 21 Mitglieder wurden „zu den Fahnen einberufen“. Nachdem der Verein nach drei Jahren des Bestehens auf 181 Mitglieder (10. Juli 1965) angewachsen war, sank die Mitgliederzahl bis Januar 1879 auf nur noch 96 Mitglieder. Der Ausbau des schlechten Dachs brachte den Verein in finanzielle Schwierigkeiten; in der Folge trat er aus dem Gauverband, und damit gleichzeitig auch der Deutschen Turnerschaft, aus. Der langjährige Vorsitzende Justizrat Leesemann starb am 29. März 1880. Und im Februar verließen einige Vereinsmitglieder den Turnverein, um den „Bruderverein TV Westfalia“ zu gründen.
Turnlehrer Becker aus Osnabrück wurde angestellt. Dieser wurde später Universitäts-Turn- und Fechtlehrer. Im März 1896 musste der Verein das Grundstück am Breul der Stadt zurück übertragen. Grund war, dass der Verein es versäumte, wie vereinbart, für die drei verstorbenen Vereinsvertreter, die den ursprünglichen Vertrag 1865 geschlossen hatten, Nachfolger zu benennen. In der Folge musste der Verein das Gelände und die Sporthalle von der Stadt anmieten. Im Januar 1897 verließen weitere Mitglieder den Verein, um den TV Jahn Münster zu gründen.
In der Mitte des Jahres 1901 wurde die „Gesundheitsmännerriege“ gegründet, im Jahr darauf folgte die Gründung der Frauenabteilung. Am 12./13. Oktober 1912 feierte der Verein ein großes Fest zum 50-jährigen Bestehen. Mittlerweile hatte der Verein 405 Mitglieder (289 Turner, 41 Turnerinnen und 75 Turnschüler).
In den 1990er Jahren machte sich mehr und mehr nachteilig bemerkbar, dass der Verein räumlich weit verteilt und kein wirkliches Zentrum hatte. Die Einfachturnhalle mit den Geschäftsräumen am Breul konnte diese Funktion nicht erfüllen.
Mit der Errichtung einer Dreifachturnhalle für das Adolph-Kolping-Berufskolleg in der Lotharingerstraße im Jahr 2003 erhielt die TG ein neues Zuhause. In der Sporthalle wurden moderne Geschäftsräume, ein Versammlungsraum, eine kleine Küche und ein Gymnastiksaal für die TG untergebracht. Zur Finanzierung der Sporthalle war es allerdings erforderlich, die Turnhalle am Breul abzureißen und das Grundstück für hochwertigen Wohnungsbau zu verwenden.
Im Zusammenhang mit den neuen räumlichen Möglichkeiten und vorhergegangenen sportlichen Erfolgen der Nachwuchsförderung in der Trampolin-Abteilung wurde 2004 der Status als Landesleistungsstützpunkt Trampolinturnen des Westfälischen Turnerbunds zuerkannt.

## Vereinsanlagen
- Paddelhaus an der Werse
- Tennisanlage und Tennisheim Wienburg
- Vereinsturnhalle am Breul (bis 2003)
- Geschäftsstelle Lotharingerstr. seit 2003
- Gymnastiksaal Lotharingerstr.

## Sportarten und Abteilungen
Zum Programm zählen unter anderem:
- Aikidō
- Badminton
- Beachvolleyball[3]
- Fechten
- Fitnessgymnastik
- Gymnastik für Senioren und Seniorinnen
- Herzsport
- Historisches Fechten
- Judo
- Leichtathletik
- Moderne Schwertkunst
- Paddeln
- Rhythmische Sportgymnastik
- Roller Derby
- Inlinehockey (Münster Mottek)
- Taekwondo
- Tanz
- Tennis
- Tischtennis
- Trampolinturnen
- Gerätturnen männlich und weiblich
- Kinderturnen
- Volleyball[4]

## Besondere Leistungen und Auszeichnungen für Mitglieder
- 13. Februar 1979 Bundesverdienstkreuz am Bande für Tünnes Seidensticker
- 29. September 1979 Bundesverdienstkreuz erster Klasse für Harald Eimermacher

## Sportliche Erfolge
In den verschiedenen Sportarten des Vereins wurden mehrfach nationale und internationale Erfolge verzeichnet. Zu den herausragenden Erfolgen der Sportlerinnen und Sportler der TG Münster zählen:
- 1939: Weltrekord durch Christel Schulz im Weitsprung (6,12 m)
- 1947: Deutsche Meisterschaft im Diskuswurf für Marianne Schulze-Entrup (41,13 m)
- 1985: 1. Platz Europameisterschaft für Claus Grabke in der Halfpipe (Skateboard)
- 1986: 1. Platz Weltmeisterschaft für Oliver und Martina Wessel-Therhorn im Standardtanz
- 1986: 1. Platz Weltmeisterschaft für Günter Mokulys im Skateboard
- diverse Weltmeistertitel Sportkegeln Ulrike Thiemann
- 2014: Deutsche Meisterschaft über 100 m für Tatjana Pinto

### Trampolinturnen
Sportlerinnen und Sportler der Trampolin-Abteilung der TG Münster erreichten unter ihrem Trainer Tobias Dorra in den Jahren 1990 bis 2009 dreizehn Medaillen bei nationalen Meisterschaften im Jugendbereich sowie zwei internationale Einsätze bei den World-Age-Group-Competitions (WAGC), den inoffiziellen Jugend-Weltmeisterschaften im Trampolinturnen.
Beim Trampolinturnen gibt es im Jugendbereich nur offizielle Jugendeuropameisterschaften. Die WAGC ist die einzige weltweite Veranstaltung für Trampolinsportler im Jugendbereich. Als erfolgreiche Trampolinturner und Trampolinturnerinnen auf nationaler Ebene sind u. a. Pia Baumgart, Kirsten Grotefeld, Santina Wübbelmann, Elif Mayaoglu, Kerim Mayaoglu genannt werden.
Internationale Einsätze bei den World-Age-Group-Competitions:
| Jahr | Sportlerin/Sportler | Ort                 | Trainer        |
| ---- | ------------------- | ------------------- | -------------- |
| 1991 | Thorsten Feldt      | Neuseeland          | Bernd Manemann |
| 1998 | Anke Schräder       | Sydney (Australien) | Tobias Dorra   |

## Großveranstaltungen
Die Turngemeinde Münster zeichnete seit ihrer Gründung für viele sportliche und gesellschaftliche Großveranstaltungen in Münster verantwortlich.
- 1000 singen und Tanzen
- Stiftungsfest
- Eisbeinessen der Altherren-Abteilung

### Veranstaltungen Trampolinturnen
Die Abteilung Trampolinturnen richtete seit ihrer Gründung 1989 eine Vielzahl von nationalen und internationalen Vergleichen und Meisterschaften aus:
- 1992, 1994, 1996: Internationaler Kiepenkerl-Pokal
- 1991 Deutsche Meisterschaft Doppelmini-Trampolin
- 1998 Deutsche Mannschafts-Meisterschaft
- 2000 Deutsche Meisterschaft Einzel und Synchron inkl. Olympiaqualifikation
- 2007, 2008 und 2009 Deutsche Mannschafts-Meisterschaften

### Veranstaltungen Fechten
- Deutsche Meisterschaften

## Liste der Vorsitzenden/Präsidenten
| Vereins-Vorsitzende                                                | Vereins-Vorsitzende                        |
| Amtszeit                                                           | Name                                       |
| ------------------------------------------------------------------ | ------------------------------------------ |
| 1862–1880                                                          | Justizrat J. Fr. Leesemann                 |
| 1880–1906                                                          | Rechnungsrat Reeker                        |
| 1906–1919                                                          | Gewerbeschulrat Karl Brettschneider        |
| 1919–1924                                                          | Rektor Heinrich Olberg                     |
| 1924–1935                                                          | Studienrat Anton Gudel                     |
| 1935–1937                                                          | Goldschmiedemeister Louis Bußmann          |
| 1937–1945                                                          | Günter von Othegraven                      |
| 1946–1971                                                          | Harald Eimermacher                         |
| 1971–1987                                                          | Kaufmann Herbert Fischer                   |
| 2005–2014                                                          | Hans-Georg Geißdörfer, Jürgen Siekmann anm |
| seit 2014                                                          | Jürgen Siekmann                            |
| anm kollektive Vereinsführung als Vertreter des Vereins nach außen |                                            |

| Präsidenten | Präsidenten                        |
| Amtszeit    | Name                               |
| ----------- | ---------------------------------- |
| 1971–1977   | Regierungsvizepräsident Josef Ruwe |
| 1977–1984   | Bankdirektor a. D. Fritz Noppeney  |
| 1993–1997   | Hans-Georg Geißdörfer              |
| 1997–2003   | Joachim Reeker                     |
| 2003–2005   | Tobias Dorra                       |

Im Zuge einer umfassenden Satzungsreform wurde im Jahre 2006 das Amt des gewählten Vereins-Vorsitzenden bzw. Präsidenten abgeschafft. Wie bisher werden seitdem mindestens zwei Vorstands-Mitglieder als Vertreter des Vereins gemäß BGB im Vereinsregister eingetragen. Der achtköpfige Vereinsvorstand bestimmt darüber hinaus einen Vorstands-Sprecher, der den Verein nach außen repräsentiert.
Im Jahr 2013 wurde die Satzung von 2006 erneut überarbeitet und das Amt des Vereinsvorsitzenden wieder eingeführt.